# Statyczna teoria zasobów
Statyczna teoria zasobów, maltuzjanizm, teoria przeludnienia – teoria, której twórcą był Thomas Malthus, opublikowana w 1798 roku. Według Malthusa, skoro liczba ludności rośnie w postępie geometrycznym, a produkcja żywności – w arytmetycznym, to nieunikniony jest stan przeludnienia.
Teoria ta opiera się na tezach Giovanniego Botero, który utrzymywał, że ludzkość ma nieograniczoną i niepohamowaną zdolność do zwiększania swojej liczebności oraz A.R.J. Turgot, który sformułował teorię zmniejszających się dochodów w rolnictwie opartą na obserwacji, że ilość ziemi jest skończona.

## Maltuzjanizm
Według Malthusa, zwiększająca się liczba ludności przy stałej (ograniczonej) podaży ziemi powoduje spadek wydajności pracy w rolnictwie. W tej sytuacji produkcja rolna nie byłaby w stanie nadążyć za wzrostem liczby ludności, a podaż żywności obniżałaby się, aż spadek ludności, spowodowany głodem, osiągnąłby poziom, przy którym możliwe by było zapewnienie odpowiedniej ilości pożywienia. W ten sposób naturalna regulacja liczby ludności odbywałaby się w sposób skokowy i z towarzyszeniem gwałtownych zjawisk społecznych (głód, choroby, wojny o zasoby):

Epidemie, zarazy i pomory (...) przyniosą tysiące i dziesiątki tysięcy ofiar. Jeśli to nie przyniesie skutku, gigantyczna nieunikniona plaga głodu (...) jednym potężnym uderzeniem wyrówna poziom ludności z poziomem żywności

Według Malthusa przyrost ludności jest wykładniczy, zaś produkcji żywności – liniowy co prowadzi do nieuchronnej kolizji i głodu

Dla ich uniknięcia społeczeństwo powinno samo regulować swój przyrost naturalny za pomocą „wstrzemięźliwości moralnej” (moral restraint), czyli opóźnienia małżeństwa i abstynencji seksualnej do czasu, aż przyszli rodzice będą w stanie zagwarantować swojemu potomstwu odpowiedni poziom życia. Malthus sprzeciwiał się również publicznej pomocy społecznej polegającej na redystrybucji dochodu od bogatych do biednych, argumentując, że przyczynia się to jedynie do powiększania obszarów biedy (jednak prywatna filantropia była według niego pożądana).
Implikację koncepcji Malthusa stanowi tzw. maltuzjański model wzrostu populacji prowadzący do wykładniczego wzrostu populacji {\displaystyle P} z upływem czasu {\displaystyle t{:}}
{\displaystyle P(t)=P_{0}\,e^{rt},}
gdzie {\displaystyle P_{0}} stanowi wielkość populacji odpowiadającej umownej chwili początkowej {\displaystyle t=0,} a parametr {\displaystyle r} jest wskaźnikiem intensywności wzrostu populacji. Funkcja zmian populacji {\displaystyle P(t)} w postaci wykładniczej pokazana jest na rysunku umieszczonym obok.
Według Malthusa społeczeństwa, które nie zdołają wprowadzić postulowanych środków zaradczych, wpadną w tzw. pułapkę maltuzjańską, czyli stan, w którym wzrost dochodów oraz produktywności skutkuje zwiększeniem populacji, nie prowadzi jednak do wzrostu standardów życiowych.
Teoria Malthusa bardzo dobrze opisuje sytuację gospodarczo-społeczną świata do czasów rewolucji przemysłowej. Mechanizm ten po raz pierwszy przestał funkcjonować w Wielkiej Brytanii około roku 1800, potem zaś w innych krajach Europy Zachodniej. W ciągu XX wieku prawie wszystkie państwa świata przestały podlegać prawom tego modelu. Po pierwsze, industrializacja i szybki wzrost technologiczny w wielu gałęziach gospodarki pozwoliły na wzrost dochodu per capita, pomimo spadającej liczby gruntów ornych i zasobów naturalnych na mieszkańca. Po drugie, wzrost dochodów doprowadził do spadku, a nie wzrostu tempa przyrostu ludności. Obecnie model maltuzjański opisuje sytuację gospodarczo-społeczną w małej liczbie krajów o niskim poziomie rozwoju ekonomicznego, takich jak Etiopia i Bangladesz.

## Neomaltuzjanizm
Statyczna teoria zasobów stała się inspiracją dla wielu ruchów politycznych w XIX i XX wieku. Z analogicznych jak Malthus założeń dotyczących przyczyn biedy wychodziła Margaret Sanger postulując konieczność wprowadzenia kontroli urodzeń oraz kwestionując zasadność pomocy społecznej i filantropii.
W 1960 roku dziennikarz Vance Packard opublikował książkę The Waste Makers (Marnotrawcy), w której pisał:

Jeśli idzie o ropę, Stany Zjednoczone wyraźnie zbliżają się do wyczerpania zasobów. Przy dzisiejszym tempie zużycia – nie mówiąc o jutrzejszym – Stany mają sprawdzone rezerwy ropy wystarczające, by zaspokoić zapotrzebowanie kraju przez najbliższe trzynaście lat

W wydanej w 1968 roku książce The Population Bomb Paul R. Ehrlich opisał scenariusze oparte na założeniach zbliżonych do oryginalnej teorii Malthusa – według jego prognoz w ciągu ok. 15 lat od publikacji książki miało dojść do ogólnoświatowej katastrofy demograficznej połączonej z klęską głodu. Ehrlich postulował wprowadzenie szerokiej kontroli urodzeń, rozważając różne możliwości przymusowej sterylizacji oraz w szczególności ograniczenie przyrostu naturalnego za pomocą środków fiskalnych.
Na wyczerpywaniu surowców naturalnych skupia się książka Granice wzrostu wydana w 1972 roku przez Klub Rzymski, przewidująca wyczerpanie zdolności Ziemi do utrzymania prognozowanej liczby ludności świata w ciągu około 100 lat. Jako środek pozwalający na ograniczenie eksplozji demograficznej i nieracjonalnego zużycia surowców postulowano kontrolę urodzeń, ograniczenie liczebności rodzin oraz środki fiskalne.
W 1981 roku na zamówienie prezydenta Jimmy Cartera powstał raport Global 2000. Jego główna konkluzja brzmiała:

Jeśli utrzymają się aktualne trendy, świat w 2000 roku będzie bardziej zatłoczony i zanieczyszczony, mniej stabilny ekologicznie i bardziej podatny na zaburzenia niż świat, w którym żyjemy dzisiaj. Wyraźnie dostrzegamy poważne problemy związane z liczbą ludności, zasobami i środowiskiem, do których zmierzamy. Pomimo większej produkcji materialnej, ludność świata będzie uboższa w wielu dziedzinach. Dla setek milionów osób w skrajnej biedzie, perspektywa zaspokojenia głodu i innych potrzeb życiowych nie poprawi się. Dla wielu się pogorszy.

W 2006 roku James Lovelock, twórca hipotezy Gai prognozował, że z powodu zmian klimatycznych w XXI stuleciu „umrą miliardy ludzi, a nieliczne pary zapewniające przetrwanie będą mogły przeżyć tylko w sprzyjającym klimacie Arktyki”. W 2012 roku Lovelock przyznał, że jego „ekstrapolacja poszła za daleko” i że nasza wiedza na temat zmian klimatycznych jest mniejsza niż sądzono 20 lat temu.
Teorie maltuzjańskie i neomaltuzjańskie stały się jedną z podstaw ruchów zrównoważonego rozwoju, świadomego macierzyństwa oraz polityki jednego dziecka w Chinach.

## Krytyka maltuzjanizmu
Zarówno teoria Malthusa, jak i różne prognozy neomaltuzjańskie spotykały się z licznymi kontrargumentami. Obszerne omówienie krytycznych prac na temat oryginalnej teorii Malthusa zawiera publikacja Gilberta. Jednym z głównych argumentów przeciwko mechanicznemu podejściu Malthusa była inteligencja, która jest głównym czynnikiem odróżniającym zwierzęta (dla których logika Malthusa działa) od ludzi, co anegdotycznie zauważył Henry George:

W tym leży główna różnica między zwierzęciem a człowiekiem. Zarówno jastrząb, jak i człowiek jedzą kurczaki, ale im więcej jastrzębi tym mniej kurczaków, podczas gdy im więcej ludzi tym więcej kurczaków

### Teoria „zasobu ostatecznego”
Julian Simon w książce The Ultimate Resource (1981) argumentował, że zasady popytu i podaży są naturalnym mechanizmem zapobiegającym gwałtownym kryzysom dostępności zasobów naturalnych takich jak pożywienie czy surowce, zaś ludzka inteligencja jest mechanizmem, który w warunkach wolności osobistej i gospodarczej powoduje, że ludzkość staje się coraz mniej zależna od surowców nieodnawialnych, a nie coraz bardziej, jak w teorii Malthusa.
Według Simona zmniejszanie się zasobów dowolnego surowca powoduje wzrost jego ceny, a to z kolei staje się bodźcem dla poszukiwania nowych zasobów tego surowca (np. pozyskiwanie ropy z coraz głębszych złóż), a następnie do innowacji skutkujących zastąpieniem go czymś innym (np. drewna czy metalu – tworzywami sztucznymi lub kompozytami). Podstawowymi argumentami Simona jest obserwacja cen surowców nieodnawialnych, które w trendzie długoterminowym ze wzrostem wydobycia maleją zamiast rosnąć oraz wskaźników cywilizacyjnych (jak przewidywana długość życia), które w skali globalnej rosną pomimo wykładniczego wzrostu liczby ludności i zużycia surowców naturalnych.
Opierając się na tym zjawisku Simon postawił tezę, że zasoby w sensie ekonomicznym są praktycznie nieskończone. Zamiast konkretnych zasobów fizycznych – których dostępność może maleć – w analizach ekonomicznych należy się posługiwać usługami oferowanymi przez poszczególne surowce (np. budulec, nośnik energii), które odzwierciedlają możliwość substytucji jednych zasobów fizycznych przez drugie. Simon podaje również liczne przykłady z przeszłości, kiedy zasoby, które miały ulec wyczerpaniu zgodnie z teoriami katastroficznymi zostawały ostatecznie zastępowane wydajniejszymi technologiami – np. maszyna parowa zasilana drewnem czy miedziane przewody telekomunikacyjne zastępowane światłowodami, a następnie łącznością radiową i satelitarną.
Według Simona wzrost liczby ludności (kapitał ludzki) jest czynnikiem przyspieszającym postęp technologiczny i cywilizacyjny, a ten z kolei prowadzi do poprawienia stanu środowiska oraz jakości życia całej ludności. Wzrost liczby ludności według Simona przebiega z różną prędkością i jest co do zasady systemem samoregulującym – np. wysoka dzietność stanowi środek kompensujący wysoką śmiertelność dzieci i dorosłych w społeczeństwach rozwijających się, a po osiągnięciu wysokiego poziomu życia przyrost naturalny zwalnia. Simon traktował jako błąd metodologiczny porównywanie poziomu życia między np. Europą a Indiami, co było jednym z argumentów Ehrlicha – zamiast tego porównywać należy poziom życia w Indiach dzisiaj z poziomem życia w Indiach np. w XIX wieku, a wówczas postęp cywilizacyjny będzie wyraźnie widoczny. Różnice w jakości życia między poszczególnymi populacjami na świecie Simon tłumaczy różnicami systemów ekonomiczno-politycznych, w których poszczególne jednostki żyją na co dzień.
W 1984 roku Simon i Herman Kahn opublikowali książkę The Resourceful Earth, której główna teza była zaprzeczeniem katastroficznych konkluzji raportu Global 2000:

Jeśli obecne trendy się utrzymają, świat w 2000 roku będzie mniej zatłoczony (choć będzie żyć na nim więcej ludzi), mniej zanieczyszczony, bardziej stabilny ekologicznie i mniej podatny na zaburzenia dostaw surowców niż świat, w którym żyjemy obecnie. Obawy dotyczące liczby ludności, zasobów i środowiska będą mniejsze w przyszłości niż dzisiaj. Ludzkość będzie pod wieloma względami bogatsza. Perspektywy zdobycia jedzenia i zaspokojenia innych potrzeb będą lepsze. Życie dla większości ludzi na świecie będzie bardziej stabilne ekonomicznie niż jest dzisiaj

### Zakład Ehrlicha i Simona
W 1980 roku, w wyniku prowadzonego na łamach czasopism naukowych sporu pomiędzy Paulem R. Ehrlichem i Julianem Simonem ten ostatni zaoferował, że przyjmie zakład dotyczący cen dowolnie wybranych przez Ehrlicha surowców, których ceny powinny drastycznie wzrosnąć zgodnie z prognozami Ehrlicha. Ehrlich jako przedmiot zakładu wybrał miedź, chrom, nikiel, cynę i wolfram po czym dokonano wirtualnej transakcji zakupu każdego z nich na kwotę 200 $, na łączną sumę 1000 $.
Warunki zakładu (Simon-Ehrlich wager) przewidywały, że w 1990 roku Simon wypłaci Ehrlichowi skumulowaną różnicę w wartości zakupionych surowców jeśli ich cena po uwzględnieniu inflacji wzrośnie. Ehrlich wypłaci różnicę Simonowi, jeśli zwaloryzowana cena spadnie. Ostatecznie w październiku 1990 Ehrlich jako strona przegrywająca przekazał Simonowi czek na kwotę 576 $. W ciągu 10 lat od ustanowienia zakładu ceny wszystkich wybranych metali spadły, część z nich poniżej cen z 1980 roku, pomimo rekordowego przyrostu ludności w tym okresie (o ok. 800 mln), co było całkowicie sprzeczne z wcześniejszymi prognozami Ehrlicha.
Według współczesnych ocen, Simon miał rację co do zasady, ale równocześnie sporo szczęścia, ponieważ stosunkowo krótki, dziesięcioletni okres zakładu mógł trafić na różne chwilowe fluktuacje długoterminowego trendu spadkowego cen surowców. I tak Simon przegrałby, gdyby zakład odbył się w następnej dekadzie, w której w związku z szybkim wzrostem gospodarczym w Chinach i Indiach ceny niektórych surowców wzrosły.

### Hipoteza konwergencji

Według Esther Boserup produkcja żywności rośnie szybciej niż liczba ludności

W XX wieku wiele krajów obecnie wysoko rozwiniętych uniknęło pułapki maltuzjańskiej. Osiągnęły to dzięki postępowi technicznemu w rolnictwie i wzrostowi kapitałochłonności. Umożliwiło to wzrost produkcji w szybszym tempie niż wzrost zatrudnienia, przyczyniając się tym samym do wzrostu stopy życiowej. Czynnikiem sprzyjającym było też obniżenie tempa wzrostu liczby ludności krajów przemysłowo rozwiniętych dzięki np. zmianom kulturowym oraz zwiększeniu kosztu alternatywnego posiadania potomstwa. Zjawisko to nazywa się przejściem demograficznym, i jest obserwowane na całym świecie.
Przeciwieństwem teorii Malthusa jest hipoteza konwergencji zakładająca, że poszczególne społeczeństwa nie są układami odizolowanymi i przepływy kapitału pozwalają na naturalne wyrównywanie poziomu życia dzięki temu, że kraje słabiej rozwinięte są równocześnie bardziej konkurencyjne pod względem kosztów pracy.
Według współczesnych ocen szereg czynników „działających w długim przedziale czasowym powoduje, że technika rozwija się szybciej niż rośnie liczba ludności i kapitał, powstrzymując degradację środowiska, a w wielu przypadkach poprawiając jego stan”.

### Model boserupiański

Ekonomiczna krzywa Kuznetsa

Według ekonomistki Esther Boserup wzrost liczby ludności jest w rzeczywistości czynnikiem stymulującym postęp ekonomiczny, cywilizacyjny i kulturowy. Według Boserup produkcja żywności, dzięki innowacjom i postępowi technologicznemu (zielona rewolucja), rośnie szybciej niż liczba ludności, dzięki czemu nigdy nie dochodzi do katastrofy maltuzjańskiej. Teza ta, określana niekiedy mianem „modelu boserupiańskiego” jest więc całkowicie przeciwstawna modelowi maltuzjańskiemu.

### Krzywa Kuznetsa
Według ekonomisty Simona Kuznetsa ludność zwiększa zużycie zasobów środowiska wraz ze wzrostem zaawansowania cywilizacyjnego, nie jest to jednak proces wykładniczy. Zużycie środowiska wzrasta jedynie do pewnego momentu, w którym środowisko staje się wartością samą w sobie zamiast jedynie czynnikiem umożliwiającym rozwój. Po osiągnięciu tego punktu zużycie zasobów spada. Krzywa mająca kształt odwróconej litery „U” nosi nazwę krzywej środowiskowej Kuznetsa (Environmental Kuznets Curve – EKC). Zgodne z przebiegiem krzywej Kuznetsa są na przykład historyczne wielkości emisji dwutlenku siarki.

### David Deutsch
Według fizyka Davida Deutscha jedynym „zasobem”, który potrzebny jest ludzkości do przetrwania w dalszej perspektywie jest inteligencja i wiedza, zaś dostępność zasobów naturalnych zależy wyłącznie od skończoności wszechświata. Deutsch zauważa, że skoro wymieranie gatunków jest zjawiskiem zachodzącym cały czas to jedyną możliwością przetrwania dla ludzkości jest skorzystanie z jedynej cechy, która odróżnia ją od innych gatunków, czyli inteligencji. Rozwiązaniem nie jest więc ograniczanie poziomu produkcji przemysłowej, postulowane przez ruchy zrównoważonego rozwoju (np. protokół z Kioto dla globalnego ocieplenia), bo spowoduje ono zdegradowanie wszystkiego co określamy jako zdobycze cywilizacji i będzie katastrofą samą w sobie. W szczególności zaś uniemożliwi powstrzymanie potencjalnie negatywnych skutków globalnego ocieplenia.

### Hans Rosling
Hans Rosling uważa, że przyrost populacji nie jest zagrożeniem, ale szansą dla ludzkości. Rosling badając przemiany demograficzne i społeczne w historii ludzkości pokazuje, że okresy gwałtownego, wykładniczego przyrostu populacji są krótkotrwałe (w skali historycznej) i wyhamowują po osiągnięciu przez daną populację określonego poziomu cywilizacyjnego (co jest obserwowane w społeczeństwach rozwiniętych). Rosling wskazuje również, że w ciągu XX wieku jakość życia niemal wszystkich populacji na świecie znacząco się poprawiła, a nie spadła, zmniejszyła się natomiast dzietność, która w 1963 wynosiła średnio 5 dzieci na matkę, a w 2012 już tylko 2,5 dziecka na matkę. Rosling prowadził również badania wiedzy na temat przeludnienia – w Wielkiej Brytanii większość ankietowanych, w tym osoby z wyższym wykształceniem, podawały drastycznie zawyżone wskaźniki dzietności, co zdaniem Roslinga wskazuje na to, że problem z przeludnieniem to głównie problem percepcji w rozwiniętych społeczeństwach zachodnich, a nie rzeczywisty problem w państwach rozwijających się, takich jak np. Bangladesz (dzietność na poziomie 2,5). Według Roslinga ten spadek dzietności, przy równoczesnym wydłużeniu czasu życia, jest również jedną z najbardziej istotnych przemian demograficznych w historii ludzkości.